# Reussirella owenii
Reussirella owenii is een mosdiertjessoort uit de familie van de Cupuladriidae. De wetenschappelijke naam van de soort is, als Lunulites owenii, voor het eerst geldig gepubliceerd in 1828 door Gray.